# Manège militaire de Givet
Le manège militaire de Givet est un manège situé à Givet, en France.

## Localisation
Le manège est situé sur la commune de Givet, dans le département français des Ardennes.

## Historique
L'édifice est inscrit au titre des monuments historiques en 1990.